# Porzana palmeri
Porzana palmeri là một loài chim trong họ Rallidae.